# موريستاون (فيرمونت)
موريستاون (بالإنجليزية: Morristown, Vermont)‏ هي بلدة تقع بولاية فيرمونت في الولايات المتحدة. تبلغ مساحتها 133.7 (كم²)، وترتفع عن سطح البحر 289 م، بلغ عدد سكانها 5139 نسمة في عام 2000 حسب إحصاء مكتب تعداد الولايات المتحدة وتصل الكثافة السكانية فيها 38.6 نسمة/كم2.

## أعلام
- ليزلي مورتيمر شو

## وصلات خارجية
- The US50 - Cities and Towns in Vermont State
- Vermont Cities and Towns, Facts, Map, Flag, Colleges, Government, and More